# Penny Cook
Penny Cook (13 de julio de 1957-26 de diciembre de 2018) fue una actriz australiana, conocida por haber interpretado a Victoria "Vicky" Dean en la serie A Country Practice. 

## Biografía
Penny era la menor de tres hermanos. Se graduó de la prestigiosa escuela National Institute of Dramatic Art NIDA, en 1978.
A principios de la década de 1980 se casó con el presentador de radio Clive Robertson, de cquien se separó antes de 1991. Posteriormente contrajo matrimonio con David Lynch, con quien tuvo una hija, Poppy.

## Carrera
Cook participó en más de 40 puestas en escena como actriz y directora.
Entre 1977 y 1991 apareció en series como The Restless Years, Skyways, The Flying Doctors, E Street, en donde interpretó a la doctora Elly Fielding, y en G.P. como Beth Paige.
Entre 1981 y 1993 interpretó a la veterinaria Vitoria Dean en la serie A Country Practice. Entre 1992 y 1996 fue presentadora del show australiano The Great Outdoors
En 2002 se unió al elenco principal de la serie policíaca Young Lions, donde interpretó a la inspectora en jefe Sharon Kostas hasta el final de la serie ese mismo año, luego de que la serie fuera cancelada al finalizar su primera temporada.
En el 2008 interpretó a Rhonda Goldman en la exitosa serie australiana All Saints.
En junio de 2007 se unió como personaje recurrente al elenco de la aclamada serie australiana Neighbours, donde interpretó a Prue Brown, la madre de Ringo Brown y Frazer Yates hasta el 2008. En 2010 se anunció que Penny regresaría como personaje invitado para el episodio 6000. Ese mismo año apareció como invitada en la serie Dance Academy.

## Muerte
Murió de cáncer el 26 de diciembre de 2018 a los 61 años.

## Filmografía
- Series de Televisión.:[4]

| Año               | Título             | Personaje             | Notas                                 |
| ----------------- | ------------------ | --------------------- | ------------------------------------- |
| 2011              | Laid               | Monja                 | episodio # 1.6                        |
| 2007 - 2008, 2010 | Neighbours         | Prue Brown            | 20 episodios                          |
| 2010              | Dance Academy      | Caroline              | episodio "Perfection"                 |
| 2008              | All Saints         | Rhonda Goldman        | 5 episodios                           |
| 2002              | Young Lions        | Insp. Sharon Kostas   | 22 episodios                          |
| 1981 - 1993       | A Country Practice | Victoria "Vicky" Dean | 305 episodios                         |
| 1991              | G.P.               | Beth Paige            | 8 episodios                           |
| 1989 - 1991       | E Street           | Doctora Elly Fielding | tv serie                              |
| 1987              | The Flying Doctors | Susan Fowler          | episodio "A Love Story"               |
| -                 | Skyways            | Joanna                | episodio "The Yellow Cake Conspiracy" |
| 1977              | The Restless Years | Suzy Denning          | tv serie                              |

- Películas.:

| Año  | Título                | Personaje      | Notas                                           |
| ---- | --------------------- | -------------- | ----------------------------------------------- |
| 2003 | The Waltz             | May            | junto a Steve Jacobs                            |
| 1993 | Joh's Jury            | Penny          | junto a John Jarratt, John Howard & Noah Taylor |
| 1989 | Naked Under Capricorn | Peggy Delaney  | junto a John Jarratt & Noni Hazlehurst          |
| 1988 | The Dreaming          | Cathy Thornton | junto a John Noble & Gary Sweet                 |
| 1987 | Coda                  | Kate Martin    | -                                               |

- Directora.:

| Año  | Título       | Notas            |
| ---- | ------------ | ---------------- |
| 1994 | Bondi by Bus | obra - directora |

- Teatro.:[7]

| Año        | Obra                             | Personaje       | Director (a)      | Teatro                | Notas                                                                |
| ---------- | -------------------------------- | --------------- | ----------------- | --------------------- | -------------------------------------------------------------------- |
| 2010       | Oklahoma!                        | -               | John Senczuk      | His Majesty's Theatre | junto a Michael Loney, Ian Toyne & Chris Waddell                     |
| 2003       | The Vagina Monologues            | -               | -                 | -                     | junto a Judi Farr & Sandy Gore                                       |
| 2002       | Hippolytus                       | -               | John Bell         | -                     | junto a Paula Arundell, Linda Cropper, John Turnbull & William Zappa |
| 2002       | Footloose                        | Ethel McCormack | David Gilmore     | Capitol Theatre       | junto a Spencer McLaren, Natalie Bassingthwaighte & Renae Berry      |
| 2001       | I Ought to Be in Pictures        | -               | Sandra Bates      | Ensemble Theatre      | junto a Katharine Cullen & Max Cullen                                |
| 1998       | An Ideal Husband                 | -               | Peter Hall        | Her Majesty's Theatre | junto a Josephine Byrnes, John Waters & Googie Withers               |
| 1997       | The Memory of Water              | -               | Judi Farr         | Marian St. Theatre    | junto a Shane Porteous                                               |
| 1995       | Same Time Next Year              | -               | Karl Howman       | Riverside Theatre     | junto a Karl Howman                                                  |
| 1994       | The Cafe Latte Kid/Darling Oscar | -               | Marion Potts      | -                     | junto a Lucy Bell, Philip Holder, Glenda Linscott & Raj Sidhu        |
| 1993       | Sunset Boulevarde-The Panto      | -               | -                 | -                     | junto a Garry Scale & Tony Sheldon                                   |
| 1993       | Summer of the Aliens             | -               | Angela Chaplin    | Wharf Theatre         | junto a Toni Collette, Chris Haywood & Damon Herriman                |
| 1993       | Macbeth                          | -               | Kingston Anderson | -                     | junto a Rod Ansell, Rebecca Brandon & Rhett Walton                   |
| 1991, 1992 | Love Letters                     | -               | John Clark        | Playhouse Theatre     | junto a Jacki Weaver, Andrew McFarlane & John Waters                 |
| 1992       | The Heidi Chronicles             | -               | David Berthold    | Cremorne Theatre      | junto a Christine Amor, Andrew McFarlane & Victor Parascos           |
| 1988       | Interplay '88                    | -               | Pamela Hollins    | -                     | junto a Todd Boyce, Andrew McFarlane & Anna Volska                   |
| 1988       | A Month of Sundays               | -               | Aubrey Mellor     | Northside Theatre     | junto a Ron Haddrick, Brian James & Barbara Stephens                 |
| 1980       | The Breadwinner                  | -               | Robert Cubbage    | Marian St. Theatre    | junto a Philippa Baker, Reg Gillam, Terry Peck & Lynn Rainbow        |
| 1978       | The Threepenny Opera             | -               | George Whaley     | NIDA Theatre          | junto a John Howard, Linda Cropper & Glenda Linscott                 |
| 1978       | Major Barbara                    | -               | John Clark        | NIDA Theatre          | junto a John Howard, Lewis Fitz-Gerald & Glenda Linscott             |
| 1977       | The Ruling Class                 | -               | Richard Wherrett  | NIDA Theatre          | junto a Philip Abdullah, John Howard & Peter Cousens                 |

## Premios y nominaciones
| Año  | Categoría           | Premio      | Serie           | Resultado |
| ---- | ------------------- | ----------- | --------------- | --------- |
| 1984 | Most Popular Female | Logie Award | New South Wales | Ganadora  |